# Humorous Phases of Funny Faces
Humorous Phases of Funny Faces és un curtmetratge mut d'animació dirigit per James Stuart Blackton llançada l'any 1906. Considerada com la primera pel·lícula d'animació (o almenys la primera animació verificable, supervivent), aquesta pel·lícula està basada en els “raigs-sketch”, un vodevil popular. Està realitzada a 20 frames per segon.

## Argument
L'artista (Blackton) dibuixa una sèrie de rostres en una pissarra, que al seu torn semblen tenir vida pròpia. Al principi, s'inclouen les mans del dibuixant, mentre dibuixa les primeres línies a la pissarra en acció en directe estàndard. A partir d'aquí, s'utilitza la tècnica de stop-motion. Apareixen escenes a la pissarra, com ara un pallasso que juga amb un barret i un gos saltant per un cèrcol. Finalment una mà ho esborra tot.